# Westland (Provinz)

Westland Province 1859–1876

Die Provinz Westland war eine Provinz in der ehemaligen britischen Kolonie Neuseeland, die am 1. Dezember 1873 per Order in Council (Rechtsverordnung) von der Provinz Canterbury als Provinz abgetrennt wurde. Eine administrative Eigenständigkeit hatte Westland aber schon als County of Westland 1868 erhalten.

## Geographie
Die Provinz Westland lag in der westlichen Mitte der Südinsel von Neuseeland. Die nördlich und die südliche Grenze der Provinz wurde unverändert von der Provinz Canterbury übernommen, deren westlicher Teil Westland zuvor war. Dem Grey River und dem Arnold River zum Lake Brunner und in einer Linie zur Quelle des Hurunui River folgend, verlief die nördliche Grenze. Die südliche Grenze hingegen bildete der Awarua River und die Westküste die westliche Grenze. Die östliche Grenze, die die Provinz von der Provinz Canterbury trennte, wurde über die Gipfel der in südwestlicher Richtung verlaufenden Neuseeländischen Alpen gezogen.

## Geschichte
Am 30. Juni 1952 wurde im britischen Parlament das Gesetz „Act to Grant a Representative Constitution to the Colony of New Zealand“ verabschiedet, das in Neuseeland unter New Zealand Constitution Act 1852 bekannt ist. In dem Gesetz wurde die verwaltungstechnische Neuaufteilung der Kolonie Neuseeland in sechs Provinzen geregelt. Die Grenzen der Distrikte sollten per Proklamation durch den Gouverneur Neuseelands festgelegt werden. Das Gesetz legte ferner fest, dass jede Provinz einen Provincial Council (Provinzrat) mit mindestens neun Mitgliedern und einen Superintendent (Leiter, Vorsteher) haben sollte. Hiervon machte das General Assembly (Generalversammlung) im Dezember 1873 Gebrauch. Doch schon zuvor gab es an der Westküste starke Bestrebungen nach Unabhängigkeit von der Provinz Canterbury.
Der Goldrausch in den Jahren von 1864 bis 1867 brachte rund 30.000 Menschen in die Region der Westküste, die schnell eine eigene Identität entwickelten. Als der Goldrausch Anfang 1865 seinen Höhepunkt fand, realisierte man in Christchurch, das die Westküste eine gewisse administrative Eigenständigkeit benötigte. Im Jahr 1867 wurde dieser Schritt teilweise vollzogen. Mit Wirkung vom 1. Januar 1868 wurde das County of Westland mit einer eigenen administrativen Verwaltung eigenständig, verblieb aber in der Provinz Canterbury. Erst mit dem Beschluss des General Assembly im November 1873 wurde Westland komplett eigenständig und offiziell als Provinz geführt. Hokitika wurde ab diesem Zeitpunkt Verwaltungssitz der Provinz. Doch die Eigenständigkeit als Provinz währte nur bis 1876, denn am 12. Oktober 1875 beschloss das britische Parlament mit dem Abolition of Provinces Act (Gesetz für die Abschaffung der Provinzen) das Ende der Verwaltung Neuseeland über die Provinzen. Am 1. November 1876 bekam das Gesetz Gesetzeskraft. Abgelöst wurde das Provinz-System durch ein Verwaltungssystem über Boroughs (Gemeinden) und Counties (Landkreise).